# Lucas Mareque
Lucas Mareque (Buenos Aires, Argentina, 12 de enero de 1983) es un futbolista argentino. Juega de lateral izquierdo en Club Social Atlético Televisión del Torneo Regional Federal Amateur buscando un lugar en el Federal A.

## Trayectoria
Hijo del fallecido futbolista Armando Luis Mareque. Nació en el barrio porteño de Villa Luro y creció en Haedo.
Sus comienzos fueron en River Plate, en donde participó en partidos amistosos de pretemporada y finalmente debutó el 17 de octubre de 2004 en el enfrentamiento River Plate 0-2 Almagro. Allí jugaría 59 partidos (45 locales y 14 internacionales) marcando dos goles.
A fines de 2006 pasó a Porto de Portugal, donde apenas jugó cuatro partidos (solo uno completo), obteniendo la Primera División de Portugal 2006/07.
En julio de 2007 fue cedido a préstamo sin cargo por un año, con opción de compra de 2 millones de euros, a Independiente.
Por una demora burocrática de la transferencia, se pierde de jugar la primera fecha del Torneo Apertura 2007. Finalmente su debut en el Rojo se produce en la segunda fecha, el domingo 12 de agosto de 2007, en el partido que Independiente le ganó de visitante a Tigre por 3 a 0. Bajo la dirección técnica de Pedro Troglio, Mareque rápidamente se consolidó como titular en su puesto. En enero de 2008 Independiente hizo uso de la opción de compra y adquirió el 100% del pase del jugador. 
A pesar de sus virtudes dichas anteriormente, Mareque tuvo un momento triste en su carrera cuando el entrenador Américo Gallego quién asume como técnico de Independiente a mediados de marzo de 2009 decide borrarlo del equipo titular luego de que su equipo perdiera catastróficamente por 5 a 1 contra Lanús. En ese partido perdió una pelota en el lateral por querer salir jugando y para su desgracia la jugada termina en gol del conjunto Granate. Después del partido Gallego lo marginó definitivamente del primer equipo y no volvió a jugar, parecía que el jugador buscaría otro destino donde pudiese mostrarse nuevamente. En julio de 2009 el entrenador Gallego pedía un jugador para cubrir el puesto del borrado, pero al no poder cumplir con su deseo decide finalmente reincorporarlo. Mucho tuvo que ver en esto el Secretario Deportivo César Luis Menotti quien le dijo a Gallego que no hay un lateral como en el Fútbol Argentino. 
Mareque jugó un fabuloso Torneo Apertura 2009 dándole la razón a lo que Menotti dijo sobre él y se convirtió en un jugador fundamental e indiscutido del equipo Rojo. En el Torneo Clausura 2010 continuó con su buen juego y terminó siendo el capitán del equipo.
El 11 de junio de 2011 jugó su último partido en el Club Atlético Independiente, ante Tigre en Victoria. 
Luego de su paso por Independiente, es fichado por el Lorient de la Ligue 1 de Francia por dos años.
En agosto de 2018, se fundó una filial en su honor. La filial "Lucas Mareque", apodados "Los Marequianos", tiene sede en Lorient, Francia.

## Clubes
| Club                       | País      | Año       | PJ  | Goles |
| -------------------------- | --------- | --------- | --- | ----- |
| River Plate                | Argentina | 2004-2006 | 59  | 2     |
| FC Porto                   | Portugal  | 2007      | 4   | 0     |
| Independiente              | Argentina | 2007-2011 | 134 | 2     |
| Lorient                    | Francia   | 2011-2013 | 41  | 1     |
| Barracas Central           | Argentina | 2015      |     |       |
| Deportivo Español          | Argentina | 2016-2017 |     |       |
| Social Atlético Televisión | Argentina | 2016      |     |       |

### Estadísticas
| Equipo                  | Competición            | PJ  | Goles |
| ----------------------- | ---------------------- | --- | ----- |
| Independiente Argentina | Apertura 2007          | 17  | 0     |
| Independiente Argentina | Clausura 2008          | 17  | 0     |
| Independiente Argentina | Copa Sudamericana 2008 | 2   | 0     |
| Independiente Argentina | Apertura 2008          | 18  | 0     |
| Independiente Argentina | Clausura 2009          | 8   | 0     |
| Independiente Argentina | Apertura 2009          | 18  | 0     |
| Independiente Argentina | Clausura 2010          | 19  | 1     |
| Independiente Argentina | Copa Sudamericana 2010 | 10  | 1     |
| Independiente Argentina | Apertura 2010          | 10  | 0     |
| Independiente Argentina | Clausura 2011          | 9   | 0     |
| Independiente Argentina | Copa Libertadores 2011 | 5   | 0     |
| Total                   |                        | 134 | 2     |

## Palmarés

### Campeonatos nacionales
| Título    | Club     | País     | Año  |
| --------- | -------- | -------- | ---- |
| SuperLiga | FC Porto | Portugal | 2007 |

### Copas internacionales
| Título            | Club          | País      | Año  |
| ----------------- | ------------- | --------- | ---- |
| Copa Sudamericana | Independiente | Argentina | 2010 |